# 2003 год в кино
В данной статье представлены списки топ-10 самых кассовых фильмов года, самих фильмов, вышедших в течение года, и наград, полученных фильмами за 2003 год.

## Самые кассовые фильмы
| Место | Название                                           | Студия               | Мировые кассовые сборы |
| ----- | -------------------------------------------------- | -------------------- | ---------------------- |
| 1     | Властелин колец: Возвращение короля                | New Line Cinema      | $1 119 929 521         |
| 2     | В поисках Немо                                     | Walt Disney Pictures | $940 335 536           |
| 3     | Матрица: Перезагрузка                              | Warner Bros.         | $742 128 461           |
| 4     | Пираты Карибского моря: Проклятие Чёрной жемчужины | Walt Disney Pictures | $654 264 015           |
| 5     | Брюс Всемогущий                                    | Universal Studios    | $484 592 874           |
| 6     | Последний самурай                                  | Warner Bros.         | $456 758 981           |
| 7     | Терминатор 3: Восстание машин                      | Warner Bros.         | $433 371 112           |
| 8     | Матрица: Революция                                 | Warner Bros.         | $427 343 298           |
| 9     | Люди Икс 2                                         | 20th Century Fox     | $407 711 549           |
| 10    | Плохие парни 2                                     | Columbia Pictures    | $273 339 556           |

## Фильмы
- Властелин колец: Возвращение короля
- Пираты Карибского моря: Проклятие Чёрной жемчужины
- Последний самурай
- В поисках Немо
- Реальная любовь
- Жизнь Дэвида Гейла
- Другой мир
- Бумер
- Матрица: Перезагрузка
- Крупная рыба
- Матрица: Революция
- Брюс Всемогущий
- Убить Билла
- Возвращение
- Терминатор 3: Восстание машин
- Олдбой
- Люди Икс 2
- Как отделаться от парня за 10 дней
- Ограбление по-итальянски
- Весна, лето, осень, зима… и снова весна
- Прогулка
- Любовь по правилам и без
- Наступит завтра или нет?
- Плохой Санта
- Лара Крофт: Расхитительница гробниц 2 — Колыбель жизни
- Такси 3
- Пуленепробиваемый монах
- Лига выдающихся джентльменов
- Идентификация
- Мечтатели
- Плохие парни 2
- Таинственная река
- Карлик Нос
- Догвилль
- Час расплаты
- Невезучие
- Дом 1000 трупов
- Хозяин морей: На краю Земли
- Молодожёны
- В июне 41-го
- Трудности перевода
- Готика
- Халк
- Двойной форсаж
- Эльф
- Однажды в Мексике: Отчаянный 2
- В аду
- Дом из песка и тумана
- Ловец снов
- Любовь и предательство
- Земное ядро
- Фанфан-тюльпан
- За двумя зайцами
- Лапочка
- Дюплекс
- История двух сестёр
- 21 грамм
- Управление гневом
- 11:14
- Сокровище Амазонки
- Великолепная афера
- Улыбка Моны Лизы
- Дети шпионов 3: Игра окончена
- Вид сверху лучше
- Девушка с жемчужной серёжкой
- Чумовая пятница
- Сорвиголова
- Коктебель
- Синдбад: Легенда семи морей
- Невыносимая жестокость
- Особняк с привидениями
- Слезы Солнца
- Джиперс Криперс 2
- Братец медвежонок
- Шанхайские рыцари
- Особенности национальной политики
- Загнанный
- Холодная гора
- Хранитель времени
- Медальон
- Чего хочет девушка
- Ты не одинок
- Поворот не туда
- Тупик
- Ангелы Чарли 2: Только вперёд
- Марш-бросок
- Очень страшное кино 3
- Рекрут
- Дежурный папа
- Кенгуру Джекпот
- Американский пирог 3: Свадьба
- Внутри моей памяти
- Одиночка
- Фредди против Джейсона
- Монстр
- Влюбись в меня, если осмелишься
- S.W.A.T.: Спецназ города ангелов
- В ловушке времени
- Дочь моего босса
- Кофе и сигареты
- К чёрту любовь!
- Слон
- От колыбели до могилы
- Супертёща для неудачника
- Кармен
- Кот
- База «Клейтон»
- Затойчи
- Агент Джонни Инглиш
- Одиссея 1989
- Под Солнцем Тосканы
- Блондинка в законе 2: Красное, белое и блондинка
- Питер Пэн
- Техасская резня бензопилой
- Касаясь пустоты
- Бабуся
- За гранью
- Трио
- Фаворит
- Последний танец
- Ограбление по-французски
- Антикиллер 2: Антитеррор
- Тупой и ещё тупее тупого: Когда Гарри встретил Ллойда
- Школа рока
- Атлантида 2: Возвращение Майло
- Онг Бак
- Оптом дешевле
- Национальная безопасность
- Близнецы
- Даже не думай!
- Голливудские копы
- Джильи
- Гуд бай, Ленин!
- Воспоминания об убийстве
- Фантастические дни
- Бедный, бедный Павел
- Мишель Вальян: Жажда скорости
- Лихорадка
- Потерянный в снегах
- Банда Келли
- Маленькие пальчики
- Агент Коди Бэнкс
- Аниматрица: История одного ребёнка
- Джордж из джунглей 2
- Книга джунглей 2
- Подержанные львы
- Темнота наступает
- Вне времени
- Луни Тюнз: Снова в деле
- Старая закалка
- А поутру они проснулись…
- Дети дождя
- Клад
- Ключ от спальни
- Аниматрица
- Бурый кролик
- Застрял в тебе
- Кровавая жатва
- Бетховен 5
- Лиззи Магуайр
- Охотник за пришельцами
- Точки над I
- Каменская: Иллюзия греха
- Клубная мания
- Кое-что ещё
- Радио
- Во имя мести
- Дьявольский особняк
- Мост
- Бассейн
- Всё отдаю тебе
- Уиллард
- Шик
- Открытый простор
- Развод
- Трио из Бельвилля
- Анастасия Слуцкая
- Лев зимой
- Призраки бездны: Титаник
- Алекс и Эмма
- Барашек
- Зло
- Клеопатра
- Открытое море
- Сексуальная зависимость
- Шрек 4-D
- Вердикт за деньги
- Запятнанная репутация
- Тринадцать
- В созвездии Быка
- Инспектор Гаджет 2
- Ночь, которую мы назвали днём
- Старухи
- Дом вверх дном
- Афера
- Попутчик 2
- Слепой горизонт
- Интимный словарь
- Дневник Камикадзе
- Соединённые штаты Лиланда
- Новые приключения Стича
- Полианна
- Похищенная
- Поющий детектив
- Один пропущенный звонок
- Похитители книг
- Афера Стивена Гласса
- Девочки из календаря
- Они были солдатами
- Охота на зверя
- Трупы
- Янтарные крылья
- 101 далматинец 2: Приключения Патча в Лондоне
- Городские девчонки
- Лепестки надежды
- Натали
- Однажды в Токио
- Песня для изгоя
- Пожиратель грехов
- Солдатская девушка
- Чита Гёрлз
- День расплаты
- О любви
- Последний рейд
- Чемоданы Тульса Люпера. Часть 3: Из Сарка до конца
- Глава государства
- Голос далёкой звезды
- Киднеппинг
- Молодой Адам
- Моя жизнь без меня
- Сарабанда
- Иностранец
- Лабиринты
- Интерстелла 5555: История секретной звёздной системы
- Код 46
- Станционный смотритель
- Хуже не бывает
- Зелёные мясники
- Клубничка в супермаркете
- Королевская битва 2
- О, женщины!
- Откройте, полиция! — 3
- Реконструкция
- Абсолон
- Возвращение реаниматора
- Запомните, меня зовут Рогозин!
- Золотая молодёжь
- Лютер
- Страх и трепет
- Усама
- Я не боюсь
- Мальчишник
- Мечтая об Аргентине
- Октан
- Последний поезд
- Восставшие из мертвых
- Дитя Луны
- Как быть
- Комната
- Нашествие варваров
- Охота на Веронику
- Щепотка перца
- Бульварный переплёт
- Дежурный аптекарь
- Дом мёртвых
- Дьявольский остров
- Золотой век
- Молодые боги
- Окно напротив
- Отбивные
- Отец и сын
- Пустота
- Разрыв
- Анатомия любви 2
- Борьба с искушениями
- Похититель тел
- Убить короля
- Я остаюсь
- 29 пальм
- Бэтмен: Тупик
- Ван-Пис 4
- Время волков
- Гарвардский бомж
- Каена: Пророчество
- Могильщик Гейси
- Последние дни
- Робинзон Крузо
- Скуби-Ду! И легенда о вампире
- Тихая история
- Чемоданы Тульса Люпера. Часть 1: Моабская история
- Актёры
- Боги и генералы
- Дженис и Джон
- Засну, когда умру
- Кухонные байки
- Мсье Ибрагим и цветы Корана
- Новогодний романс
- Обитель дьявола
- Объект любви
- Поли Шор мертв
- Слабость большевика
- Тартарен из Тараскона
- Театральный роман
- Тёмная сторона желания
- Уондерленд
- Шестнадцать лет похмелья
- Гордость и предрассудки
- Карандиру
- Маги и странники
- Приговор
- Шоу века
- Багровое золото
- Бикфордов шнур
- Большой фильм про поросёнка
- Возьми мои глаза
- В поисках возмездия
- Вселенский потоп
- Годзилла, Мотра, Мехагодзилла: Спасите Токио
- Зазеркалье
- Здравствуй, ночь
- Кармен
- Каролина
- Кулак Полярной звезды: Новая эра
- Не так серьёзно
- Потерянный принц
- Проект Ельцин
- Проклятие самоубийцы
- Шёпот стен 3
- А вот и гости
- Берлинский блюз
- Болгарские любовники
- Воздушный змей
- Волчье лето
- Все настоящие девушки
- Город будущего
- Здравствуй, столица
- История Мари и Жюльена
- Король муравьёв
- Легенда о рыцаре
- Лес для деревьев
- Марси Икс
- Насу: Лето в Андалусии
- Обратная сторона Луны
- Пинежский Пушкин
- Порождение ада
- Правда
- Приключения Мортадело и Филимона
- Розенштрассе
- Театр ужасов якудза: Годзу
- Тёмный лес
- Бог — бразилец
- Евангелие от Иоанна
- Зимние дни
- Игра возмездия
- Инуяся 3
- Майя побеждает
- Мамбо Итальяно
- Маменькин сынок
- Мерзавец
- Неизбежность
- Неисправимый оптимист
- Ной — белая ворона
- Похититель костей
- Проклятие
- Протей
- Саами
- Синдром Альцгеймера
- Скользящие
- Стандер
- С тех пор, как уехал Отар
- Сумуру
- Ты не сможешь остановить убийцу

### Мировое кино
- «Властелин колец: Возвращение короля»
- «Догвилль»
- «Идентификация»
- «Кенгуру Джекпот»
- «Кофе и сигареты»
- «Мечтатели»
- «Молодые боги»
- «Невезучие»
- «Ограбление по-итальянски»
- «Один пропущенный звонок»
- «Одна любовь»
- «Плохие парни 2»
- «Последний самурай»
- «Пункт назначения 2»
- «Реальная любовь»
- «Терминатор 3: Восстание машин»
- «Таинственная река»
- «Хозяин морей: На краю Земли»
- «Холодная гора»

### Отечественные фильмы и фильмы постсоветских республик

#### Азербайджан
- Махалля (реж. Рамиз Фаталиев)
- Приглашение на свадьбу (реж. Рамиз Гасаноглу)

#### РФ
- «Азазель» (режиссёр Александр Адабашьян)
- «Бедный, бедный Павел» (режиссёр Виталий Мельников)
- «Бумер» (режиссёр Пётр Буслов)
- «Возвращение» (режиссёр Андрей Звягинцев)
- «Дневник камикадзе» (реж. Дмитрий Месхиев)
- «Коктебель» (режиссёры Александр Попогребский и Борис Хлебников)
- «На безымянной высоте» (режиссёр Вячеслав Никифоров, в главных ролях Виктория Толстоганова, Алексей Чадов)

## Телесериалы

### Российские сериалы
- Бедная Настя
- Стилет
- Идиот
- Не ссорьтесь, девочки!
- Даша Васильева. Любительница частного сыска
- Евлампия Романова. Следствие ведёт дилетант
- Кобра. Антитеррор
- Ундина
- Саша + Маша

### Американские сериалы
- Одинокие сердца (телесериал)

### Латиноамериканские сериалы

#### Мексика
- Истинная любовь

## Другие премьеры
- 4 июля. Премьера фильма Марка Уотерса «Чумовая пятница» во всех кинотеатрах страны США и Канады.

## Награды

### Премия «Оскар»
- Лучший фильм: «Чикаго»
- Лучший режиссёр: Роман Полански — «Пианист»
- Лучший актёр: Эдриан Броуди — «Пианист»
- Лучшая актриса: Николь Кидман — «Часы»
- Лучший актёр второго плана: Крис Купер — «Адаптация»
- Лучшая актриса второго плана: Кэтрин Зета-Джонс — «Чикаго»
- Лучший иностранный фильм: «Нигде в Африке»
- Лучший оригинальный сценарий: Педро Альмодовар «Поговори с ней»
- Лучший адаптированный сценарий: Рональд Харвуд, Владислав Шпильман — «Пианист»

### Каннский кинофестиваль
- Золотая пальмовая ветвь: «Слон»
- Гран-При фестиваля: «Отчуждение»
- Приз жюри:"В пять часов вечера"
- Лучшая режиссёрская работа: Гас Ван Сент — «Слон»
- Приз за лучшую мужскую роль: Эмин Топрак и Музаффер Оздемир — «Отчуждение»
- Приз за лучшую женскую роль: Мари-Жозе Кроз — «Нашествие варваров»
- Приз за лучший сценарий: Дени Аркан — «Нашествие варваров»

### Венецианский кинофестиваль
- Золотой лев: «Возвращение»
- Приз за лучшую мужскую роль: Шон Пенн — «21 грамм»
- Приз за лучшую женскую роль: Катя Риман — «Розенштрассе»
- Особый приз жюри: «Воздушный змей»

### Берлинский кинофестиваль
- Золотой медведь: «В этом мире»
- Серебряный медведь, Гран-При жюри фестиваля: «Адаптация»
- Серебряный медведь за лучшую режиссёрскую работу: Патрис Шеро — «Его брат»
- Серебряный медведь за лучшую мужскую роль: Сэм Рокуэлл — «Признания опасного человека»
- Серебряный медведь за лучшую женскую роль: Мэрил Стрип, Николь Кидман, Джулианна Мур — «Часы»

### Московский кинофестиваль
- Святой Георгий: «Божественный свет»

### Кинофестиваль Сандэнс
- Гран-при (драма): «Американское великолепие»
- Лучший режиссёр (игровое кино): Джонатан Карш — «Моя плоть и кровь»

### Премия «Золотой глобус»
- Лучший фильм (драма): «Часы»
- Лучший фильм (кинокомедия/мюзикл): «Чикаго»
- Лучший режиссёр: Мартин Скорсезе — «Банды Нью-Йорка»
- Лучший актёр (драма): Джек Николсон — «О Шмидте»
- Лучший актёр (кинокомедия/мюзикл): Ричард Гир — «Чикаго»
- Лучший актёр второго плана: Крис Купер — «Адаптация»
- Лучшая актриса (драма): Николь Кидман — «Часы»
- Лучшая актриса (кинокомедия/мюзикл): Рене Зелвегер — «Чикаго»
- Лучшая актриса второго плана: Мэрил Стрип — «Часы»
- Лучший иностранный фильм: «Поговори с ней»

### Кинопремия «BAFTA»
- Лучший фильм: «Пианист»
- Лучший фильм на иностранном языке: «Пианист»
- Приз имени Дэвида Лина за достижения в режиссуре: Роман Полански — «Пианист»
- Лучший актёр: Дэниэль Дэй-Льюис — «Банды Нью-Йорка»
- Лучшая актриса: Николь Кидман — «Часы»
- Лучший актёр второго плана: Кристофер Уокен — «Поймай меня, если сможешь»
- Лучшая актриса второго плана: Кэтрин Зета-Джонс — «Чикаго»

### Critics' Choice Movie Awards
- Лучший фильм: «Чикаго»
- Лучший режиссёр: Стивен Спилберг — «Поймай меня, если сможешь», «Особое мнение»
- Лучшая актёр: Джек Николсон — «О Шмидте» и Дэниэль Дэй-Льюис — «Банды Нью-Йорка»
- Лучшая актриса: Джулианна Мур — «Вдали от рая»
- Лучший актёр второго плана: Крис Купер — «Адаптация»
- Лучшая актриса второго плана: Кэтрин Зета-Джонс — «Чикаго»
- Лучший(-ая) молодой (-ая) актёр/актриса: Киран Калкин — «Игби идёт ко дну»
- Лучший актёрский состав: «Чикаго»
- Лучший анимационный фильм: «Унесённые призраками»
- Лучший фильм на иностранном языке: «И твою маму тоже»

### Премия Гильдии киноактёров США
- Лучшая мужская роль: Дэниэль Дэй-Льюис — «Банды Нью-Йорка»
- Лучшая женская роль: Рене Зелвегер — «Чикаго»
- Лучшая мужская роль второго плана: Кристофер Уокен — «Поймай меня, если сможешь»
- Лучшая женская роль второго плана: Кэтрин Зета-Джонс — «Чикаго»
- Лучший актёрский состав: «Чикаго»

### Премия гильдия режиссёров Америки
- Лучший фильм: Роб Маршал — «Чикаго»

### Премия «Сезар»
- Лучший фильм: «Пианист»
- Лучший режиссёр: Роман Полански — «Пианист»
- Лучший актёр: Эдриан Броуди — «Пианист»
- Лучшая актриса: Изабель Карре — «Вспоминать о прекрасном»

### MTV Movie Awards
- Лучший фильм года: «Властелин колец: Две крепости»
- Лучший актёр: Эминем — «Восьмая миля»
- Лучшая актриса: Кирстен Данст — «Человек-паук»
- Прорыв года (актёр): Эминем — «Восьмая миля»
- Прорыв года (актриса): Дженнифер Гарнер — «Сорвиголова»

### Премия «Сатурн»
- Лучший научно-фантастический фильм: «Особое мнение»
- Лучший фильм-фэнтези: «Властелин колец: Две крепости»
- Лучший фильм ужасов: «Звонок»
- Лучший приключенческий фильм/боевик/триллер: «Проклятый путь»
- Лучший режиссёр: Стивен Спилберг — «Особое мнение»
- Лучшая мужская роль: Робин Уильямс — «Фото за час»
- Лучшая женская роль: Наоми Уоттс — «Звонок»
- Лучшая мужская роль второго плана: Энди Серкис — «Властелин колец: Две крепости»
- Лучшая женская роль второго плана: Саманта Мортон — «Особое мнение»
- Лучший сценарий: Скотт Фрэнк, Джон Коэн — «Особое мнение»

### Премия Европейской киноакадемии
- Лучший европейский фильм: «Гуд бай, Ленин!»
- Лучший европейский режиссёр: Ларс фон Триер — «Догвилль»
- Лучший европейский актёр: Даниэль Брюль — «Гуд бай, Ленин!»
- Лучшая европейская актриса: Шарлотта Рэмплинг — «Бассейн»

### Кинопремия «Золотой орёл»
- Лучший игровой фильм: «Кукушка»
- Лучшая режиссёрская работа: Александр Рогожкин — «Кукушка»
- Лучший сценарий: Александр Рогожкин — «Кукушка»
- Лучшая женская роль в кино: Наталья Гундарева — «Ростов-папа»
- Лучшая мужская роль в кино: Виктор Бычков — «Кукушка»
- Лучшая женская роль второго плана: Ольга Волкова — «Сказ про Федота-стрельца»
- Лучшая мужская роль второго плана: Владислав Галкин — «Дальнобойщики»
- Лучший анимационный фильм: «Кошки под дождём»

### Кинопремия «Ника»
- Лучший игровой фильм: «Кукушка»
- Лучший анимационный фильм: «Букашки»
- Лучший режиссёр: Александр Рогожкин — «Кукушка»
- Лучший сценарий: Анатолий Гребнев — «Кино про кино»
- Лучший актёр: Олег Янковский — «Любовник»
- Лучшая актриса: Анни-Кристина Юусо — «Кукушка»
- Лучшая мужская роль второго плана: Сергей Бодров мл. — «Война»
- Лучшая женская роль второго плана: Татьяна Лаврова — «Кино про кино»
- Открытие года: Игорь Петренко — «Звезда» и Филипп Янковский — «В движении»

### Кинофестиваль «Кинотавр»
- Лучший фильм: «Старухи»
- Гран-при: «Шик»
- Лучшая мужская роль: Алексей Окунев, Алексей Шлямин, Камиль Тукаев — «Правда о щелпах»
- Лучшая женская роль: Анна Овсянникова — «Бабуся»
- Лучший сценарий: Александр Миндадзе — «Магнитные бури»